# Време коња
„Време коња” је југословенски  ТВ филм из 1972. године. Режирао га је Слободан Новаковић који је написао и сценарио.

## Улоге
| Глумац                     | Улога |
| -------------------------- | ----- |
| Дара Чаленић               |       |
| Живка Матић                |       |
| Никола Милић               |       |
| Драгољуб Милосављевић Гула |       |
| Рајко Пурић                |       |
| Радмила Савићевић          |       |
| Љубомир Убавкић            |       |

## Награде
1972. Гран при телевизијског фестивала у Минхену